# Bahnhof Sörup

Der Bahnhof Sörup ist ein Bahnhof in der Gemeinde Sörup, der sich ungefähr 16 Kilometer südöstlich der Stadt Flensburg befindet und an der Bahnstrecke Kiel–Flensburg liegt. Das Bahnhofsgebäude gehört zu den Kulturdenkmalen der Gemeinde.

## Geschichte
1881 wurde die Bahnstrecke Kiel–Flensburg eröffnet. Im gleichen Jahr wurde das Bahnhofsgebäude nach Plänen des Architekten Heinrich Moldenschardt mit gelben Klinkern errichtet.
Als am 4. Mai 1945 von den Alliierten letztmals im Raum Flensburg Luftangriffe geflogen wurden, wurde der kleine Bahnhof, in dem zuvor der Befehls-Sonderzug Auerhahn von Karl Dönitz aus Eckernförde kommend eingefahren war, angegriffen. Der Kommandant des Sonderzuges war Asmus Jepsen, der kurz darauf, auf Grund von Problemen mit dem Sonderzug, zu einem Opfer der NS-Marinejustiz wurde. Das eigentliche Bahnhofsgebäude blieb trotz des Angriffes bis heute erhalten.
Der Bahnhof wird heute ungefähr im Stundentakt in beide Richtungen von der Linie RE 72 angefahren.
Das Bahnhofsgebäude wurde in neuerer Zeit aus geschichtlichen, künstlerischen sowie städtebaulichen Gründen unter Denkmalschutz gestellt. Das Gebäude wurde 2018 von der Gemeinde gekauft und umgebaut. Im Bahnhofsgebäude befinden sich eine Touristinformation mit Fahrkartenverkauf sowie eine Eisdiele.
Der Verein Allianz pro Schiene zeichnete den Bahnhof im Oktober 2024 mit dem Sonderpreis des Bahnhofs des Jahres aus. Lobend erwähnt wurden dabei das im Bahnhofsgebäude befindliche Eiscafé, der Warteraum, die Toilette und WLAN am Bahnhof sowie im direkten Umfeld eine Bäckerei und ein Supermarkt.

## Kleinbahnhof
Südlich des Staatsbahnhofes befand sich der Bahnhof der Flensburger Kreisbahn. Die Strecke Satrup–Rundhof wurde am 1. Juni 1902 eröffnet. Die Strecke wurde 1939 allerdings schon wieder eingestellt und abgebaut. In Sörup gab es ein Ausweichgleis, ein Ladegleis und ein Umladegleis mit Umfahrung, das zum Staatsbahnhof führte. Das Bahnhofsgebäude ist als Gastwirtschaft erhalten.